# Pterygogramma membraciphagum
Pterygogramma membraciphagum is een vliesvleugelig insect uit de familie Trichogrammatidae. De wetenschappelijke naam is voor het eerst geldig gepubliceerd in 1992 door Viggiani.